# Mitsuki Sugimoto
Mitsuki Sugimoto (japanisch 杉本 光希 Sugimoto Mitsuki; * 17. August 2001 in der Präfektur Niigata) ist ein japanischer Fußballspieler.

## Karriere

### Verein
Mitsuki Sugimoto erlernte das Fußballspielen in der Jugend von Júbilo Iwata sowie in der Universitätsmannschaft der Risshō-Universität. Seinen ersten Vertrag unterschrieb er am 1. Februar 2024 bei seinem Jugendverein Júbilo Iwata. Der Verein aus Iwata spielt in der ersten Liga, der J1 League. Sein Erstligadebüt gab Mitsuki Sugimoto am 6. Juli 2024 (22. Spieltag) im Heimspiel gegen Kawasaki Frontale. Bei dem 2:2-Unentschieden wurde er in der 54. Minute für den verletzten Eiji Kawashima eingewechselt. In seiner ersten Profisaison bestritt er zwei Ligaspiele. Im Februar 2025 wechselte er auf Leihbasis zum Drittligisten Giravanz Kitakyūshū.

### Nationalmannschaft
Mitsuki Sugimoto spielte 2019 einmal für die japanische U19-Nationalmannschaft. Hier kam er am 11. August 2019 in einem Freundschaftsspiel gegen Belgien zum Einsatz. Das Spiel im Kusanagi Athletic Stadium in Shizuoka endete 2:2. Bei dem Spiel stand die kompletten 90 Minuten zwischen den Pfosten. 2021 spielte er einmal in der U23-Mannschaft. Hier kam er am 28. Oktober 2021 in einen Qualifikationsspiel zur U23-Asienmeisterschaft gegen Hongkong zum Einsatz. Bei dem 4:0-Erfolg wurde er in der 82. Minute für Yūma Obata eingewechselt.